# انتخابات مجلس الأمن التابع للأمم المتحدة 1979
أُجريت انتخابات مجلس الأمن التابع للأمم المتحدة لعام 1979 في الفترة من 26 أكتوبر 1979 إلى 7 يناير 1980 خلال الدورة الرابعة والثلاثين للجمعية العامة للأمم المتحدة، التي عقدت في مقر الأمم المتحدة في مدينة نيويورك. انتخبت الجمعية العامة ألمانيا الشرقية والمكسيك والنيجر والفلبين وتونس أعضاءً غير دائمين في مجلس الأمن التابع للأمم المتحدة لفترة عامين تبدأ في يناير 1980. وقد استغرقت هذه الانتخابات 155 جولة تصويت، مما يجعلها أطول انتخابات لمجلس الأمن في التاريخ. بالإضافة إلى ذلك، كانت هذه هي المرة الأولى التي ينتخب فيها النيجر والمرة الوحيدة لانتخاب ألمانيا الشرقية في المجلس.

## القواعد
يتألف مجلس الأمن من 15 مقعدا، يشغلها خمسة أعضاء دائمين وعشرة أعضاء غير دائمين. وفي كل عام، يتم انتخاب نصف الأعضاء غير الدائمين لمدة عامين.   ولا يجوز للعضو الحالي أن يترشح على الفور لإعادة انتخابه. 
وفقًا للقواعد التي يتم بموجبها تناوب المقاعد العشرة غير الدائمة في مجلس الأمن بين الكتل الإقليمية المختلفة التي تقسم إليها الدول الأعضاء في الأمم المتحدة تقليديًا لأغراض التصويت والتمثيل،  يتم تخصيص المقاعد الخمسة المتاحة على النحو التالي:
- مقعدان للدول الإفريقية، أحدهما لـ"المقعد العربي" (تشغلهما الجابون ونيجيريا)
- مقعد للمجموعة الآسيوية (الآن مجموعة آسيا والمحيط الهادئ)[5] (تشغله الكويت)
- مقعد لأمريكا اللاتينية ومنطقة البحر الكاريبي (تشغله بوليفيا)
- مقعد لمجموعة أوروبا الشرقية (تشغله تشيكوسلوفاكيا)

ولكي يتم انتخابه، يجب أن يحصل المرشح على أغلبية ثلثي الحاضرين والمصوتين. إذا كان التصويت غير حاسم بعد الجولة الأولى، فسيتم إجراء ثلاث جولات من التصويت المقيد، تليها ثلاث جولات من التصويت غير المقيد، وهكذا، حتى يتم الحصول على نتيجة. في التصويت المقيد، لا يجوز التصويت إلا على المرشحين الرسميين، بينما في التصويت غير المقيد، يجوز التصويت على أي عضو في مجموعة إقليمية معينة، باستثناء أعضاء المجلس الحاليين.

## النتائج

### اليوم الأول
في الجولة الأولى اختير ممثلو جميع المجموعات عدا مجموعة أمريكا اللاتينية ومنطقة البحر الكاريبي.
| الدولة                  | الجولة الأولى |
| تونس                    | 143           |
| النيجر                  | 140           |
| ألمانيا الشرقية         | 133           |
| الفلبين                 | 131           |
| كوبا                    | 77            |
| كولومبيا                | 68            |
| البيرو                  | –             |
| يوغوسلافيا              | 2             |
| البرازيل                | –             |
| بلغاريا                 | 1             |
| اليمن الجنوبي           | 1             |
| الأردن                  | 1             |
| ليبيا                   | 1             |
| رومانيا                 | 1             |
| زائير                   | 1             |
| ممتنعون                 | 0             |
| بطاقات الاقتراع الباطلة | 0             |
| الأغلبية المطلوبة       | 99            |
| أوراق الاقتراع          | 148           |
| المصدر:                 |               |

واستمرت بعدها المنافسة بين كوبا وكولومبيا لملء المقعد لـ153 جولة لم تسفر عن انتخاب أي منهما. وأخيرا انسحبت كلتا الدولتين لدعم ترشح المكسيك.
| الدولة                  | الجولة الـ155 |
| المكسيك                 | 133           |
| كوبا                    | 3             |
| ممتنعون                 | 8             |
| بطاقات الاقتراع الباطلة | 0             |
| الأغلبية المطلوبة       | 99            |
| أوراق الاقتراع          | 144           |
| المصدر:                 |               |

## روابط خارجية
- وثيقة الأمم المتحدة A/59/881 مذكرة شفوية من البعثة الدائمة لكوستاريكا تحتوي على سجل لانتخابات مجلس الأمن حتى عام 2004